# Víctor Rosales (Zacatecas)
Víctor Rosales es una ciudad mexicana situada en el estado de Zacatecas. Es la cabecera del municipio de Calera.

## Geografía
La ciudad de Víctor Rosales se localiza en el este del municipio de Calera, en el centro de Zacatecas. Se encuentra a una altura media de 2167 m s. n. m. y abarca un área aproximada de 8.85 km².

### Clima
El clima predominante en Víctor Rosales es el semiseco templado, con lluvias en verano. Tiene una temperatura media anual de 15.5 °C y una precipitación media anual de 428.1 mm.
| Parámetros climáticos promedio de Víctor Rosales, Calera | Parámetros climáticos promedio de Víctor Rosales, Calera | Parámetros climáticos promedio de Víctor Rosales, Calera | Parámetros climáticos promedio de Víctor Rosales, Calera | Parámetros climáticos promedio de Víctor Rosales, Calera | Parámetros climáticos promedio de Víctor Rosales, Calera | Parámetros climáticos promedio de Víctor Rosales, Calera | Parámetros climáticos promedio de Víctor Rosales, Calera | Parámetros climáticos promedio de Víctor Rosales, Calera | Parámetros climáticos promedio de Víctor Rosales, Calera | Parámetros climáticos promedio de Víctor Rosales, Calera | Parámetros climáticos promedio de Víctor Rosales, Calera | Parámetros climáticos promedio de Víctor Rosales, Calera | Parámetros climáticos promedio de Víctor Rosales, Calera |
| Mes                                                      | Ene.                                                     | Feb.                                                     | Mar.                                                     | Abr.                                                     | May.                                                     | Jun.                                                     | Jul.                                                     | Ago.                                                     | Sep.                                                     | Oct.                                                     | Nov.                                                     | Dic.                                                     | Anual                                                    |
| -------------------------------------------------------- | -------------------------------------------------------- | -------------------------------------------------------- | -------------------------------------------------------- | -------------------------------------------------------- | -------------------------------------------------------- | -------------------------------------------------------- | -------------------------------------------------------- | -------------------------------------------------------- | -------------------------------------------------------- | -------------------------------------------------------- | -------------------------------------------------------- | -------------------------------------------------------- | -------------------------------------------------------- |
| Temp. máx. abs. (°C)                                     | 30.5                                                     | 29.0                                                     | 32.5                                                     | 33.0                                                     | 37.5                                                     | 36.0                                                     | 33.0                                                     | 34.5                                                     | 30.5                                                     | 31.5                                                     | 29.5                                                     | 29.0                                                     | 37.5                                                     |
| Temp. máx. media (°C)                                    | 19.6                                                     | 21.1                                                     | 24.0                                                     | 26.4                                                     | 28.2                                                     | 27.3                                                     | 25.1                                                     | 24.7                                                     | 23.7                                                     | 23.4                                                     | 22.2                                                     | 19.9                                                     | 23.8                                                     |
| Temp. media (°C)                                         | 10.4                                                     | 11.7                                                     | 14.4                                                     | 16.8                                                     | 19.2                                                     | 19.8                                                     | 18.6                                                     | 18.3                                                     | 17.4                                                     | 15.6                                                     | 13.1                                                     | 11.0                                                     | 15.5                                                     |
| Temp. mín. media (°C)                                    | 1.3                                                      | 2.4                                                      | 4.9                                                      | 7.2                                                      | 10.2                                                     | 12.3                                                     | 12.1                                                     | 11.9                                                     | 11.0                                                     | 7.8                                                      | 4.0                                                      | 2.1                                                      | 7.3                                                      |
| Temp. mín. abs. (°C)                                     | -11.0                                                    | -8.5                                                     | -7.5                                                     | -6.0                                                     | 2.0                                                      | 4.0                                                      | 6.0                                                      | 7.0                                                      | 0.5                                                      | -2.5                                                     | -6.5                                                     | -11.0                                                    | -11.0                                                    |
| Precipitación total (mm)                                 | 15.2                                                     | 9.6                                                      | 4.3                                                      | 8.3                                                      | 15.9                                                     | 65.1                                                     | 92.6                                                     | 90.8                                                     | 69.3                                                     | 34.1                                                     | 11.2                                                     | 11.7                                                     | 428.1                                                    |
| Días de precipitaciones (≥ 1 mm)                         | 2.4                                                      | 1.4                                                      | 0.8                                                      | 1.5                                                      | 3.4                                                      | 8.0                                                      | 10.5                                                     | 10.4                                                     | 9.1                                                      | 5.3                                                      | 1.6                                                      | 2.6                                                      | 57.0                                                     |
| Fuente: Servicio Meteorológico Nacional                  |                                                          |                                                          |                                                          |                                                          |                                                          |                                                          |                                                          |                                                          |                                                          |                                                          |                                                          |                                                          |                                                          |

## Demografía
De acuerdo con el censo realizado en 2020 por el Instituto Nacional de Estadística y Geografía (INEGI), en Víctor Rosales había un total de 38 193 habitantes, de los que 19 467 eran mujeres y 18 726 eran hombres.

### Viviendas
En el mismo año, se registró un total de 12 049 viviendas, de las que 10 078 estaban habitadas. De dichas viviendas habitadas: 9979 tenían piso de material diferente de tierra; 10 039 disponían de energía eléctrica; y 10 009 disponían de inodoro y/o sanitario.

### Evolución demográfica
Durante el período 2010-2020, la ciudad tuvo un crecimiento anual del 1.4 % de su población.
| Gráfica de evolución demográfica de Víctor Rosales entre 1910 y 2020 |
|                                                                      |
| Fuente: Instituto Nacional de Estadística y Geografía.               |